# Mistrovství světa juniorů v ledním hokeji 2009
Mistrovství světa juniorů v ledním hokeji se na přelomu let 2008 a 2009 konalo v hlavním městě Kanady – Ottawě.

## Stadiony
| Ottawa                                      | Ottawa                                        |
| ------------------------------------------- | --------------------------------------------- |
| Scotiabank Place Kapacita: 19 153 17 zápasů | Ottawa Civic Centre Kapacita: 9 862 14 zápasů |
|                                             |                                               |

## Hrací formát turnaje
Ve dvou základních skupinách hrálo vždy pět týmů každý s každým. Vítězství se počítalo za tři body, v případě nerozhodného výsledku si oba týmy připsaly bod a následovalo 5 min. prodloužení a samostatné nájezdy. Tato kritéria rozhodla o držiteli bonusového bodu.
Vítězové základních skupin postoupili přímo do semifinále, druhý a třetí tým ze skupiny sehrály čtvrtfinálový zápas. Čtvrté a páté týmy z obou skupin se utkaly ve skupině o udržení, ze které sestoupily dva týmy. Také se hrál zápas o páté a třetí místo, ve kterých se střetli poražení z play-off.
V play-off se v případě nerozhodného výsledku prodlužovalo deset minut, případně následovala trestná střílení.

## Základní skupiny

### Skupina A
| Tým           | Z | V | VP | PP | P | VG | IG | B  |
| ------------- | - | - | -- | -- | - | -- | -- | -- |
| 1. Kanada     | 4 | 4 | 0  | 0  | 0 | 35 | 6  | 12 |
| 2. USA        | 4 | 3 | 0  | 0  | 1 | 28 | 12 | 9  |
| 3. Česko      | 4 | 2 | 0  | 0  | 2 | 21 | 14 | 6  |
| 4. Německo    | 4 | 1 | 0  | 0  | 3 | 12 | 19 | 3  |
| 5. Kazachstán | 4 | 0 | 0  | 0  | 4 | 2  | 47 | 0  |

Zápasy
Všechny časy jsou místní (UTC-5).
| 26. prosince 2008 15:30 | Německo | 2:8 (1:2, 0:3, 1:3) | USA | Scotiabank Place |
|                         | Německo |                     | USA |                  |

| Souhrn zápasu | Souhrn zápasu                        | Souhrn zápasu | Souhrn zápasu | Souhrn zápasu |
| ------------- | ------------------------------------ | ------------- | --- | ------------- |
|               | Toni Ritter 12:08 Patrick Pohl 53:51 |               | Colin Wilson 08:23 Drayson Bowman 17:51 Jordan Schroeder 20:20 James van Riemsdyk 32:43 Tyler Johnson 34:27 James van Riemsdyk 40:35 Drayson Bowman 46:26 Matt Rust 59:59 |               |

| 26. prosince 2008 19:30 | Kanada | 8:1 (1:0, 4:0, 3:1) | Česko | Scotiabank Place |
|                         | Kanada |                     | Česko |                  |

| Souhrn zápasu | Souhrn zápasu | Souhrn zápasu | Souhrn zápasu  | Souhrn zápasu |
| ------------- | --- | ------------- | -------------- | ------------- |
|               | John Tavares 19:56 a 22:09 Angelo Esposito 27:08 Ryan Ellis 28:13 Tyler Ennis 28:13 Christopher DiDomenico 42:08 Zach Boychuk 48:18 Alex Pietrangelo 51:51 |               | Jan Káňa 58:00 |               |

| 27. prosince 2008 15:30 | Kazachstán | 0:9 (0:3, 0:3, 0:2) | Německo | Scotiabank Place |
|                         | Kazachstán |                     | Německo |                  |

| Souhrn zápasu | Souhrn zápasu | Souhrn zápasu | Souhrn zápasu | Souhrn zápasu |
| ------------- | ------------- | ------------- | --- | ------------- |
|               |               |               | Simon Fischhaber 04:43 Jerome Flaake 08:31 Andre Huebscher 18:45 Daniel Weiss 21:52 Steven Rupprich 22:06 Gerrit Fauser 23:16 Marco Novak 27:56 Jerome Flaake 51:21 Conor Morrison 57:15 |               |

| 28. prosince 2008 15:30 | Kazachstán | 0:15 (0:4, 0:5, 0:6) | Kanada | Scotiabank Place |
|                         | Kazachstán |                      | Kanada |                  |

| Souhrn zápasu | Souhrn zápasu | Souhrn zápasu | Souhrn zápasu | Souhrn zápasu |
| ------------- | ------------- | ------------- | --- | ------------- |
|               |               |               | Jordan Eberle 01:29 Jamie Benn 08:48, 15:53 P. K. Subban 17:26 Cody Hodgson 21:36 Christopher DiDomenico 24:11 Jamie Benn 24:41 Tyler Ennis 32:32 John Tavares 34:52 Evander Kane 40:50 John Tavares 51:29 Cody Hodgson 52:15 P. K. Subban 54:17 Stefan Della Rovere 56:02 Tyler Myers 59:17 |               |

| 28. prosince 2008 19:30 | USA | 4:3 (1:0, 2:1, 1:2) | Česko | Scotiabank Place |
|                         | USA |                     | Česko |                  |

| Souhrn zápasu | Souhrn zápasu                                                                          | Souhrn zápasu | Souhrn zápasu                                          | Souhrn zápasu |
| ------------- | -------------------------------------------------------------------------------------- | ------------- | ------------------------------------------------------ | ------------- |
|               | Jordan Schroeder 13:00 Matt Rust 31:46 James van Riemsdyk 38:34 Jordan Schroeder 43:43 |               | Ondřej Roman 25:14 Martin Paryzek 47:02 Jan Káňa 56:43 |               |

| 29. prosince 2008 19:30 | Německo | 1:5 (0:1, 1:1, 0:3) | Kanada | Scotiabank Place |
|                         | Německo |                     | Kanada |                  |

| Souhrn zápasu | Souhrn zápasu    | Souhrn zápasu | Souhrn zápasu                                                                               | Souhrn zápasu |
| ------------- | ---------------- | ------------- | ------------------------------------------------------------------------------------------- | ------------- |
|               | David Wolf 28:40 |               | Zach Boychuk 7:21 Jamie Benn 25:57 Evander Kane 41:04 John Tavares 51:25 Zach Boychuk 55:57 |               |

| 30. prosince 2008 15:30 | Česko | 6:0 (2:0, 1:0, 3:0) | Německo | Scotiabank Place |
|                         | Česko |                     | Německo |                  |

| Souhrn zápasu | Souhrn zápasu                                                                                                  | Souhrn zápasu | Souhrn zápasu | Souhrn zápasu |
| ------------- | --- | ------------- | ------------- | ------------- |
|               | David Štich 13:19 Zdeněk Okál 15:23 Ondřej Roman 35:58 Tomáš Knotek 44:02 Radko Gudas 47:56 Ondřej Roman 49:13 |               |               |               |

| 30. prosince 2008 19:30 | USA | 12:0 (3:0, 5:0, 4:0) | Kazachstán | Scotiabank Place |
|                         | USA |                      | Kazachstán |                  |

| Souhrn zápasu | Souhrn zápasu | Souhrn zápasu | Souhrn zápasu | Souhrn zápasu |
| ------------- | --- | ------------- | ------------- | ------------- |
|               | Ian Cole 16:27 Aaron Plushaj 17:07 Drayson Bowman 18:59 Colin Wilson 20:52 Colin Wilson 21:11 James van Riemsdyk 25:34 Danny Kristo 27:12 Aaron Palushaj 32:28 Mike Hoeffel 50:08 Jimmy Hayes 53:59 Mitch Wahl 55:02 Matt Rust 59:55 |               |               |               |

| 31. prosince 2008 15:30 | Česko | 10:2 (6:1, 4:0, 0:1) | Kazachstán | Scotiabank Place |
|                         | Česko |                      | Kazachstán |                  |

| Souhrn zápasu | Souhrn zápasu | Souhrn zápasu | Souhrn zápasu                                  | Souhrn zápasu |
| ------------- | --- | ------------- | ---------------------------------------------- | ------------- |
|               | Tomáš Knotek 01:49 Roman Szturc 05:48 Jan Káňa 08:17 Vladimír Růžička 10:14 Vladimír Růžička 12:51 Tomáš Knotek 15:51 Zdeněk Okál 25:55 Jan Káňa 26:31 Jan Káňa 32:34 Jan Káňa 36:00 |               | 07:17 Oleg Oničšenko 51:08 Konstantin Savenkov |               |

| 31. prosince 2008 19:30 | Kanada | 7:4 (3:3, 2:1, 2:0) | USA | Scotiabank Place |
|                         | Kanada |                     | USA |                  |

| Souhrn zápasu | Souhrn zápasu | Souhrn zápasu | Souhrn zápasu                                                                   | Souhrn zápasu |
| ------------- | --- | ------------- | ------------------------------------------------------------------------------- | ------------- |
|               | John Tavares 14:55 John Tavares 15:43 Jordan Eberle 18:10 Zach Boychuk 20:37 Cody Hodgson 26:56 John Tavares 59:13 Tyler Ennis 59:50 |               | 03:49 Kevin Shattenkirk 07:15 Jimmy Hayes 12:35 Jim O'Brien 23:40 Jonathon Blum |               |

### Skupina B
| Tým          | Z | V | VP | PP | P | VG | IG | B  |
| ------------ | - | - | -- | -- | - | -- | -- | -- |
| 1. Švédsko   | 4 | 4 | 0  | 0  | 0 | 21 | 3  | 12 |
| 2. Rusko     | 4 | 3 | 0  | 0  | 1 | 17 | 9  | 9  |
| 3. Slovensko | 4 | 1 | 1  | 0  | 2 | 12 | 15 | 5  |
| 4. Finsko    | 4 | 1 | 0  | 1  | 2 | 10 | 12 | 4  |
| 5. Lotyšsko  | 4 | 0 | 0  | 0  | 4 | 5  | 26 | 0  |

Zápasy
Všechny časy jsou místní (UTC-5).
| 26. prosince 2008 14:30 | Lotyšsko | 1:4 (0:1, 0:1, 1:2) | Rusko | Ottawa Civic Centre |
|                         | Lotyšsko |                     | Rusko |                     |

| Souhrn zápasu | Souhrn zápasu       | Souhrn zápasu | Souhrn zápasu                                                                       | Souhrn zápasu |
| ------------- | ------------------- | ------------- | ----------------------------------------------------------------------------------- | ------------- |
|               | Janis Ozolins 58:03 |               | Vjačeslav Vojnov 16:56 Pavel Černov 31:38 Maxim Gončarov 47:01 Dmitrij Klopov 59:48 |               |

| 26. prosince 2008 18:30 | Finsko | 1:3 (0:2, 1:0, 0:1) | Švédsko | Ottawa Civic Centre |
|                         | Finsko |                     | Švédsko |                     |

| Souhrn zápasu | Souhrn zápasu     | Souhrn zápasu | Souhrn zápasu                                                     | Souhrn zápasu |
| ------------- | ----------------- | ------------- | ----------------------------------------------------------------- | ------------- |
|               | Toni Rajala 21:12 |               | Marcus Johansson 09:15 David Rundblad 12:38 Mikael Backlund 59:20 |               |

| 27. prosince 2008 18:30 | Slovensko | 7:2 (2:2, 3:0, 2:0) | Lotyšsko | Ottawa Civic Centre |
|                         | Slovensko |                     | Lotyšsko |                     |

| Souhrn zápasu | Souhrn zápasu | Souhrn zápasu | Souhrn zápasu                           | Souhrn zápasu |
| ------------- | --- | ------------- | --------------------------------------- | ------------- |
|               | Radoslav Tybor 01:54 Ondrej Rusnák 16:26 Marek Hrivík 33:20 Ondrej Rusnák 33:58 Radoslav Tybor 38:21 Tomáš Tatar 42:12 Adam Bezák 47:34 |               | Janis Straupe 07:29 Ronalds Cinks 14:05 |               |

| 28. prosince 2008 14:30 | Rusko | 5:2 (3:1, 1:1, 1:0) | Finsko | Ottawa Civic Centre |
|                         | Rusko |                     | Finsko |                     |

| Souhrn zápasu | Souhrn zápasu                                                                                              | Souhrn zápasu | Souhrn zápasu                            | Souhrn zápasu |
| ------------- | --- | ------------- | ---------------------------------------- | ------------- |
|               | Nikita Filatov 07:56 Jevgenij Dadonov 08:34 Dmitrij Klopov 11:29 Nikita Filatov 29:56 Dmitrij Klopov 58:14 |               | Jani Lajunen 05:10 Joonas Nättinen 23:55 |               |

| 28. prosince 2008 18:30 | Švédsko | 3:1 (2:0, 1:0, 0:1) | Slovensko | Ottawa Civic Centre |
|                         | Švédsko |                     | Slovensko |                     |

| Souhrn zápasu | Souhrn zápasu                                                     | Souhrn zápasu | Souhrn zápasu      | Souhrn zápasu |
| ------------- | ----------------------------------------------------------------- | ------------- | ------------------ | ------------- |
|               | Simon Hjalmarsson 01:02 Mikael Backlund 14:42 Erik Karlsson 33:30 |               | Martin Uhnak 45:33 |               |

| 29. prosince 2008 18:30 | Lotyšsko | 1:10 (1:5, 0:1, 0:4) | Švédsko | Ottawa Civic Centre |
|                         | Lotyšsko |                      | Švédsko |                     |

| Souhrn zápasu | Souhrn zápasu          | Souhrn zápasu | Souhrn zápasu | Souhrn zápasu |
| ------------- | ---------------------- | ------------- | --- | ------------- |
|               | Roberts Jekimovs 19:53 |               | Mattias Tedenby 02:13 Magnus Svensson Pääjärvi 09:15 André Petersson 13:42 Magnus Svensson Pääjärvi 17:39 Nicklas Lasu 19:10 Simon Hjalmarsson 26:31 Joakim Andersson 40:33 Erik Karlsson 41:33 David Ullström 48:31 Nicklas Lasu 49:18 |               |

| 30. prosince 2008 14:30 | Rusko | 8:1 (2:1, 4:0, 2:0) | Slovensko | Ottawa Civic Centre |
|                         | Rusko |                     | Slovensko |                     |

| Souhrn zápasu | Souhrn zápasu | Souhrn zápasu | Souhrn zápasu    | Souhrn zápasu |
| ------------- | --- | ------------- | ---------------- | ------------- |
|               | Nikita Filatov 2:12 Maxim Gončarov 18:34 Maxim Gončarov 21:05 Nikita Filatov 24:29 Igor Golovkov 28:32 Nikita Filatov 29:15 Sergej Andronov 55:37 Sergej Korostin 56:52 |               | Adam Bezák 13:12 |               |

| 30. prosince 2008 18:30 | Finsko | 5:1 (2:0, 3:1, 0:0) | Lotyšsko | Ottawa Civic Centre |
|                         | Finsko |                     | Lotyšsko |                     |

| Souhrn zápasu | Souhrn zápasu                                                                                         | Souhrn zápasu | Souhrn zápasu          | Souhrn zápasu |
| ------------- | --- | ------------- | ---------------------- | ------------- |
|               | Tomi Sallinen 02:03 Nestori Lähde 14:25 Mikael Granlund 23:58 Mikael Granlund 27:17 Antti Roppo 30:34 |               | Roberts Jekimovs 34:03 |               |

| 31. prosince 2008 14:30 | Švédsko | 5:0 (4:0, 0:0, 1:0) | Rusko | Ottawa Civic Centre |
|                         | Švédsko |                     | Rusko |                     |

| Souhrn zápasu | Souhrn zápasu | Souhrn zápasu | Souhrn zápasu | Souhrn zápasu |
| ------------- | --- | ------------- | ------------- | ------------- |
|               | André Petersson 05:01 Simon Hjalmarsson 10:00 André Petersson 16:50 Mikael Backlund 17:31 Marcus Johansson 43:55 |               |               |               |

| 31. prosince 2008 18:30 | Slovensko | 3:2 SN (0:0, 1:2, 1:0, 0:0, 1:0) | Finsko | Ottawa Civic Centre |
|                         | Slovensko |                                  | Finsko |                     |

| Souhrn zápasu | Souhrn zápasu                                                         | Souhrn zápasu | Souhrn zápasu                             | Souhrn zápasu |
| ------------- | --------------------------------------------------------------------- | ------------- | ----------------------------------------- | ------------- |
|               | Richard Pánik 30:36 Adam Bezák 48:32 Tomáš Tatar (rozhodující nájezd) |               | 24:40 Niclas Lucenius 37:37 Nestori Lähde |               |

## Skupina o udržení
| Tým            | Z | V | VP | PP | P | VG | IG | B |
| -------------- | - | - | -- | -- | - | -- | -- | - |
| 07. Finsko     | 3 | 3 | 0  | 0  | 0 | 15 | 3  | 9 |
| 08. Lotyšsko   | 3 | 2 | 0  | 0  | 1 | 15 | 7  | 6 |
| 09. Německo    | 3 | 1 | 0  | 0  | 2 | 11 | 10 | 3 |
| 10. Kazachstán | 3 | 0 | 0  | 0  | 3 | 2  | 23 | 0 |

Poznámka: Zápasy  Kazachstán 0:9  Německo a  Finsko 5:1  Lotyšsko se započítávaly ze základní skupiny.
Zápasy
Všechny časy jsou místní (UTC-5).
| 2. ledna 2009 18:30 | Německo | 1:7 (1:1, 0:5, 0:1) | Lotyšsko | Ottawa Civic Centre |
|                     | Německo |                     | Lotyšsko |                     |

| Souhrn zápasu | Souhrn zápasu    | Souhrn zápasu | Souhrn zápasu | Souhrn zápasu |
| ------------- | ---------------- | ------------- | --- | ------------- |
|               | Daniel Weiß 7:06 |               | 7:34 Roberts Bukarts 25:23 Roberts Bukarts 27:55 Jānis Straupe 28:57 Roberts Bukarts 29:28 Vitālijs Pavlovs 36:01 Aldis Pizāns 44:44 Ronalds Cinks |               |

| 3. ledna 2009 18:30 | Finsko | 7:1 (3:0, 2:1, 2:0) | Kazachstán | Ottawa Civic Centre |
|                     | Finsko |                     | Kazachstán |                     |

| Souhrn zápasu | Souhrn zápasu | Souhrn zápasu | Souhrn zápasu             | Souhrn zápasu |
| ------------- | --- | ------------- | ------------------------- | ------------- |
|               | Jyri Niemi 00:22 Joonas Rask 06:29 Tomi Sallinen 16:32 Antti Roppo 27:26 Teemu Hartikainen 39:09 Toni Rajala 44:33 Teemu Hartikainen 54:13 |               | 21:03 Konstantin Savenkov |               |

| 4. ledna 2009 14:30 | Finsko | 3:1 (2:0, 0:1, 1:0) | Německo | Ottawa Civic Centre |
|                     | Finsko |                     | Německo |                     |

| Souhrn zápasu | Souhrn zápasu                                                | Souhrn zápasu | Souhrn zápasu       | Souhrn zápasu |
| ------------- | ------------------------------------------------------------ | ------------- | ------------------- | ------------- |
|               | Tommi Kivistö 12:40 Teemu Hartikainen 13:02 Jyri Niemi 41:31 |               | 29:39 Jerome Flaake |               |

| 4. ledna 2009 18:30 | Lotyšsko | 7:1 (1:0, 1:0, 5:1) | Kazachstán | Ottawa Civic Centre |
|                     | Lotyšsko |                     | Kazachstán |                     |

| Souhrn zápasu | Souhrn zápasu | Souhrn zápasu | Souhrn zápasu             | Souhrn zápasu |
| ------------- | --- | ------------- | ------------------------- | ------------- |
|               | Roberts Jekimovs 12:53 Jānis Ozoliņš 29:10 Roberts Bukarts 41:34 Artjoms Ogorodņikovs 48:43 Ralfs Freibergs 55:15 Artjoms Ogorodņikovs 57:58 Roberts Jekimovs 59:49 |               | 55:01 Konstantin Savenkov |               |

 Německo a  Kazachstán sestoupily do I. divize na Mistrovství světa juniorů v ledním hokeji 2010

## Play off
Všechny časy jsou místní (UTC-5).

### Čtvrtfinále
| 2. ledna 2009 15:30 | Rusko | 5:1 (1:0, 0:0, 4:1) | Česko | Scotiabank Place |
|                     | Rusko |                     | Česko |                  |

| Souhrn zápasu | Souhrn zápasu                                                                                              | Souhrn zápasu | Souhrn zápasu     | Souhrn zápasu |
| ------------- | --- | ------------- | ----------------- | ------------- |
|               | Sergej Andronov 11:53 Nikita Filatov 41:25 Jevgenij Gračev 47:26 Jevgenij Dadonov 54:02 Pavel Černov 59:29 |               | 48:01 Radko Gudas |               |

| 2. ledna 2009 19:30 | USA | 3:5 (1:3, 0:0, 2:2) | Slovensko | Scotiabank Place |
|                     | USA |                     | Slovensko |                  |

| Souhrn zápasu | Souhrn zápasu                                               | Souhrn zápasu | Souhrn zápasu                                                                               | Souhrn zápasu |
| ------------- | ----------------------------------------------------------- | ------------- | ------------------------------------------------------------------------------------------- | ------------- |
|               | Ian Cole 12:01 Jonathon Blum 45:31 James van Riemsdyk 58:42 |               | 11:05 Adam Bezák 13:41 Tomáš Tatar 17:53 Jozef Molnár 51:38 Richard Pánik 57:46 Tomáš Tatar |               |

### Semifinále
| 3. ledna 2009 15:30 | Švédsko | 5:3 (0:1, 1:1, 4:1) | Slovensko | Scotiabank Place |
|                     | Švédsko |                     | Slovensko |                  |

| Souhrn zápasu | Souhrn zápasu                                                                                               | Souhrn zápasu | Souhrn zápasu                                          | Souhrn zápasu |
| ------------- | --- | ------------- | ------------------------------------------------------ | ------------- |
|               | Mikael Backlund 30:19 Mikael Backlund 47:04 David Ullström 48:52 Simon Hjalmarsson 51:42 Oscar Möller 58:43 |               | 19:56 Marek Mertel 35:47 Tomáš Tatar 55:58 Tomáš Tatar |               |

| 3. ledna 2009 19:30 | Kanada | 6:5 SN (2:2, 1:0, 2:3, 0:0, 1:0) | Rusko | Scotiabank Place |
|                     | Kanada |                                  | Rusko |                  |

| Souhrn zápasu | Souhrn zápasu | Souhrn zápasu | Souhrn zápasu                                                                                              | Souhrn zápasu |
| ------------- | --- | ------------- | --- | ------------- |
|               | Brett Sonne 02:02 Patrice Cormier 07:04 Jordan Eberle 36:40 Angelo Esposito 45:44 Jordan Eberle 59:55 Jordan Eberle 70:00 |               | 05:18 Maxim Gončarov 07:20 Dmitrij Klopov 40:51 Jevgenij Gračev 46:22 Sergej Andronov 57:40 Dmitrij Klopov |               |

### O 5. místo
| 4. ledna 2009 19:30 | USA | 3:2 P (1:0, 0:0, 1:2, 1:0) | Česko | Scotiabank Place |
|                     | USA |                            | Česko |                  |

| Souhrn zápasu | Souhrn zápasu                                                     | Souhrn zápasu | Souhrn zápasu                        | Souhrn zápasu |
| ------------- | ----------------------------------------------------------------- | ------------- | ------------------------------------ | ------------- |
|               | Eric Tangradi 08:36 Cade Fairchild 53:02 James van Riemsdyk 62:49 |               | 42:23 Zdeněk Okál 50:59 Ondřej Roman |               |

### O 3. místo
| 5. ledna 2009 15:30 | Slovensko | 2:5 (0:1, 1:2, 1:2) | Rusko | Scotiabank Place |
|                     | Slovensko |                     | Rusko |                  |

| Souhrn zápasu | Souhrn zápasu                           | Souhrn zápasu | Souhrn zápasu                                                                                            | Souhrn zápasu |
| ------------- | --------------------------------------- | ------------- | --- | ------------- |
|               | Martin Stajnoch 30:14 Tomáš Tatar 57:01 |               | 04:30 Pavel Černov 25:56 Maxim Gončarov 39:28 Nikita Filatov 51:11 Nikita Filatov 58:07 Dmitrij Kugryšev |               |

### Finále
| 5. ledna 2009 19:30 | Švédsko | 1:5 (0:1, 0:1, 1:3) | Kanada | Scotiabank Place |
|                     | Švédsko |                     | Kanada |                  |

| Souhrn zápasu | Souhrn zápasu          | Souhrn zápasu | Souhrn zápasu                                                                                      | Souhrn zápasu |
| ------------- | ---------------------- | ------------- | -------------------------------------------------------------------------------------------------- | ------------- |
|               | Joakim Andersson 48:30 |               | 00:38 P. K. Subban 24:06 Angelo Esposito 40:33 Cody Hodgson 58:07 Jordan Eberle 59:28 Cody Hodgson |               |

## Statistiky

### Tabulka produktivity
| Poř. | Hráč               | Stát      | Z | G | A  | B  | +/− | TM |
| ---- | ------------------ | --------- | - | - | -- | -- | --- | -- |
| 1    | Cody Hodgson       | Kanada    | 6 | 5 | 11 | 16 | +8  | 2  |
| 2    | John Tavares       | Kanada    | 6 | 8 | 7  | 15 | +7  | 0  |
| 3    | Jordan Eberle      | Kanada    | 6 | 6 | 7  | 13 | +9  | 2  |
| 4    | Nikita Filatov     | Rusko     | 7 | 8 | 3  | 11 | +3  | 6  |
| 5    | Tomáš Tatar        | Slovensko | 7 | 7 | 4  | 11 | -2  | 4  |
| 6    | Jordan Schroeder   | USA       | 6 | 3 | 8  | 11 | +1  | 2  |
| 7    | James van Riemsdyk | USA       | 6 | 6 | 4  | 10 | +1  | 4  |
| 8    | Jan Káňa           | Česko     | 6 | 6 | 3  | 9  | +2  | 0  |
| 9    | Teemu Hartikainen  | Finsko    | 6 | 3 | 6  | 9  | +4  | 4  |
| 9    | P. K. Subban       | Kanada    | 6 | 3 | 6  | 9  | +12 | 6  |
| 9    | Colin Wilson       | USA       | 6 | 3 | 6  | 9  | +1  | 4  |

### Úspěšnost brankářů
(odchytáno minimálně 40% minut svého týmu)
| Poř. | Hráč             | Země     | Min. | IG | Pr. G/Z | % úsp. zák. | Čistá konta |
| ---- | ---------------- | -------- | ---- | -- | ------- | ----------- | ----------- |
| 1    | Jacob Markström  | Švédsko  | 298  | 8  | .943    | 1.61        | 1           |
| 2    | Juha Metsola     | Finsko   | 245  | 6  | .939    | 1.47        | 0           |
| 3    | Vadim Zhelobnyuk | Rusko    | 292  | 11 | .925    | 2.26        | 0           |
| 4    | Dustin Tokarski  | Kanada   | 248  | 11 | .906    | 2.65        | 1           |
| 5    | Nauris Enkuzens  | Lotyšsko | 346  | 25 | .903    | 4.33        | 0           |

### Turnajová ocenění
|                            | Brankář         | Obránce       | Obránce       | Útočníci                           | Útočníci                           | Útočníci                           |
| -------------------------- | --------------- | ------------- | ------------- | ---------------------------------- | ---------------------------------- | ---------------------------------- |
| Ceny direktoriátu IIHF     | Jacob Markström | Erik Karlsson | Erik Karlsson | John Tavares (Nejužitečnější hráč) | John Tavares (Nejužitečnější hráč) | John Tavares (Nejužitečnější hráč) |
| All-Star Tým (podle médií) | Jaroslav Janus  | P. K. Subban  | Erik Karlsson | Jevgenij Kuzněcov                  | Cody Hodgson                       | Nikita Filatov                     |

## Soupisky
| Umístění  | Mužstvo    | Hráči |
| --------- | ---------- | --- |
| 1. místo  | Kanada     | Brankáři: Chet Pickard, Steve Mason Obránci: Dustin Tokarski, Keith Aulie, Ryan Ellis, Cody Goloubef, Thomas Hickey, Tyler Myers, Alex Pietrangelo, P. K. Subban, Colten Teubert Útočníci: Jamie Benn, Zach Boychuk, Patrice Cormier, Stefan Della Rovere, Christopher DiDomenico, Jordan Eberle, Tyler Ennis, Angelo Esposito,Cody Hodgson, Evander Kane, Brett Sonne, John Tavares Trenér: Pat Quinn                              |
| 2. místo  | Švédsko    | Brankáři: Jacob Markström, Mark Owuya Obránci: Viktor Ekbom, Sebastian Erixon, Tim Erixon, Carl Gustafsson, Victor Hedman, Erik Karlsson, David Rundblad, Nichlas Torp Útočníci: Joakim Andersson, Mikael Backlund, Simon Hjalmarsson, Marcus Johansson, Jacob Josefson, Nicklas Lasu, Oscar Möller, Anton Persson, André Petersson, Magnus Pääjärvi, Mattias Tedenby, David Ullström Trenér: Pär Mårts                             |
| 3. místo  | Rusko      | Brankáři: Danila Alistratov, Vadim Želobňuk Obránci: Maxim Čudinov, Igor Golovkov, Maxim Gončarov, Dinar Chafizullin, Dmitrij Kulikov, Michail Pašnin, Vasilij Tokranov, Vjačeslav Vojnov Útočníci: Sergej Andronov, Pavel Černov, Jevgenij Dadonov, Nikita Filatov, Jevgenij Gračev, Dmitrij Klopov, Nikita Kljukin,Alexandr Komaristyj, Sergej Korostin, Dmitrij Kugryšev, Kirill Petrov, Alexej Potapjev Trenér: Sergej Němčinov |
| 4. místo  | Slovensko  | Brankáři: Jaroslav Janus, Zdenko Kotvan Obránci: Ján Brejčák, Marek Ďaloga, Radek Deyl, Michal Siska, Martin Štajnoch, Juraj Valach, Matúš Vizváry Útočníci: Adam Bezák, Marek Hrivík, Peter Kopecký, Milan Kytnár, Marek Mertel, Jozef Molnár, Richard Pánik, Ondrej Rusnák, Tomáš Tatar, Radoslav Tybor, Martin Uhnák, Marek Viedenský, Tomáš Vyletelka Trenér: Štefan Mikeš                                                      |
| 5. místo  | USA        | Brankáři: Thomas McCollum, Josh Unice Obránci: Jonathon Blum, Ian Cole, Cade Fairchild, Blake Kessel, Ryan McDonagh, Teddy Ruth, Kevin Shattenkirk Útočníci: Drayson Bowman, Jimmy Hayes, Mike Hoeffel, Tyler Johnson, Danny Kristo, Jim O'Brien, Aaron Palushaj, Matt Rust, Jordan Schroeder, Eric Tangradi, James van Riemsdyk, Mitch Wahl, Colin Wilson Trenér: Ron Rolston                                                      |
| 6. místo  | Česko      | Brankáři: Dominik Furch, Tomáš Vošvrda Obránci: Radko Gudas, Jan Piskáček, Milan Dóczy, Martin Parýzek, David Štich, Michal Jordán, Tomáš Kundrátek Útočníci: Jan Káňa, Zdeněk Okál, Ondřej Roman, Tomáš Knotek, Štěpán Novotný, Vladimír Růžička, Tomáš Kubalík, Roman Szturc, Rudolf Červený, Radim Valchař, Jan Eberle, Petr Strapáč, Tomáš Vincour Trenér: Marek Sýkora Asistent: Zdeněk Moták                                  |
| 7. místo  | Finsko     | Brankáři: Juha Metsola, Harri Säteri Obránci: Ari Gröndahl, Joonas Järvinen, Jesse Jyrkkiö, Tommi Kivistö, Ilari Melart, Jyri Niemi, Kristian Näkyvä, Veli-Matti Vittasmäki Útočníci: Mikael Granlund, Teemu Hartikainen, Jani Helenius, Nestori Lähde, Sami Lähteenmäki, Jani Lajunen, Niclas Lucenius, Joonas Nättinen, Eetu Pöysti, Toni Rajala, Joonas Rask, Antti Roppo, Tomi Sallinen Trenér: Jukka Rautakorpi                |
| 8. místo  | Lotyšsko   | Brankáři: Nauris Enkuzens, Raimonds Ermics Obránci: Ralfs Freibergs, Martinš Gipters, Kriss Grundmanis, Alberts Ilisko, Gvido Kauss, Kristaps Kuplais, Aldis Pizans, Janis Smits Útočníci: Lauris Bajaruns, Roberts Bukarts, Ronald Cinks, Koba Jass, Roberts Jekimovs, Edgars Lipsbergs, Artjoms Ogorodnikovs, Janis Ozolins, Vitalijs Pavlovs, Gunārs Skvorcovs, Janis Straupe, Edgars Ulescenko Trenér: Andrejs Maticins         |
| 9. místo  | Německo    | Brankáři: Philipp Grubauer, Timo Pielmeier Obránci: Sinan Akdağ, Dominik Bielke, Benedikt Brückner, Florian Müller, Marko Nowak, Denis Reul, Tim Schüle, Armin Wurm Útočníci: Gerrit Fauser, Simon Fischhaber, Jerome Flaake, Maximilian Forster, André Huebscher, Conor Morrison, Alexander Oblinger, Patrick Pohl, Toni Ritter, Steven Rupprich, Daniel Weiss, David Wolf. Trenér: Ernst Höfner                                   |
| 10. místo | Kazachstán | Brankáři: Maxim Grjaznov, Andrej Jankov Obránci: Jevgenij Boljakin, Viktor Ivašin, Andrej Korovkin, Leonid Metalnikov, Igor Netessov, Nikolaj Safonov, Vitalij Svistunov, Dmitrij Tichonov Útočníci: Igor Denissenko, Vjačeslav Fedossenko, Nikita Ivanov, Alexandr Kaznačejev, Michail Lazorenko, Eduard Mazula, Alexandr Nurek, Oleg Oničšenko, Konstantin Savenkov, Jakov Vorobjov Trenér: Oleg Boljakin                         |

## 1. divize
Turnaj skupiny A se uskutečnil od 14. do 20. prosince 2008 v Herisau ve Švýcarsku a turnaj skupiny B od 15. do 21. prosince 2008 v Aalborgu v Dánsku.

### Skupina A
| Tým          | Z | V | VP | PP | P | GS | GI | +/- | B  |
| ------------ | - | - | -- | -- | - | -- | -- | --- | -- |
| 1. Švýcarsko | 5 | 5 | 0  | 0  | 0 | 31 | 7  | 24  | 15 |
| 2. Bělorusko | 5 | 4 | 0  | 0  | 1 | 39 | 7  | 32  | 12 |
| 3. Francie   | 5 | 3 | 0  | 0  | 2 | 33 | 17 | 16  | 9  |
| 4. Slovinsko | 5 | 2 | 0  | 0  | 3 | 31 | 17 | 14  | 6  |
| 5. Polsko    | 5 | 1 | 0  | 0  | 4 | 7  | 23 | -16 | 3  |
| 6. Estonsko  | 5 | 0 | 0  | 0  | 5 | 6  | 76 | -70 | 0  |

 Švýcarsko postoupilo mezi elitu, zatímco  Estonsko sestoupilo do 2. divize na Mistrovství světa juniorů v ledním hokeji 2010

### Skupina B
| Tým         | Z | V | VP | PP | P | GS | GI | +/- | B  |
| ----------- | - | - | -- | -- | - | -- | -- | --- | -- |
| 1. Rakousko | 5 | 4 | 0  | 1  | 0 | 28 | 9  | 19  | 13 |
| 2. Dánsko   | 5 | 4 | 0  | 0  | 1 | 16 | 13 | 3   | 12 |
| 3. Norsko   | 5 | 2 | 1  | 0  | 2 | 14 | 17 | -3  | 8  |
| 4. Itálie   | 5 | 2 | 1  | 0  | 2 | 14 | 10 | 4   | 8  |
| 5. Ukrajina | 5 | 1 | 0  | 0  | 4 | 10 | 16 | -6  | 3  |
| 6. Maďarsko | 5 | 0 | 0  | 1  | 4 | 11 | 28 | -17 | 1  |

 Rakousko postoupilo mezi elitu, zatímco  Maďarsko sestoupilo do 2. divize na Mistrovství světa juniorů v ledním hokeji 2010

## 2. divize
Turnaj skupiny A se uskutečnil od 15. do 21. prosince 2008 v Miercureji Ciuci v Rumunsku a turnaj skupiny B od 10. do 15. ledna 2009 v Logroñu ve Španělsku.

### Skupina A
| Tým            | Z | V | VP | PP | P | GS | GI | +/- | B  |
| -------------- | - | - | -- | -- | - | -- | -- | --- | -- |
| 1. Japonsko    | 5 | 4 | 0  | 0  | 1 | 45 | 11 | 34  | 12 |
| 2. Litva       | 5 | 4 | 0  | 0  | 1 | 35 | 9  | 26  | 12 |
| 3. Jižní Korea | 5 | 2 | 2  | 0  | 1 | 19 | 18 | 1   | 10 |
| 4. Belgie      | 5 | 2 | 0  | 0  | 3 | 17 | 32 | -15 | 6  |
| 5. Srbsko      | 5 | 0 | 1  | 1  | 3 | 10 | 33 | -23 | 3  |
| 6. Rumunsko    | 5 | 0 | 0  | 2  | 3 | 9  | 32 | -23 | 2  |

 Japonsko postoupilo do 1. divize, zatímco  Rumunsko sestoupilo do 3. divize na Mistrovství světa juniorů v ledním hokeji 2010

### Skupina B
| Tým               | Z | V | VP | PP | P | GS | GI | +/- | B  |
| ----------------- | - | - | -- | -- | - | -- | -- | --- | -- |
| 1. Chorvatsko     | 5 | 5 | 0  | 0  | 0 | 34 | 15 | 19  | 15 |
| 2. Velká Británie | 5 | 4 | 0  | 0  | 1 | 29 | 10 | 19  | 12 |
| 3. Nizozemsko     | 5 | 3 | 0  | 0  | 2 | 28 | 12 | 16  | 9  |
| 4. Mexiko         | 5 | 2 | 0  | 0  | 3 | 11 | 27 | -16 | 6  |
| 5. Španělsko      | 5 | 1 | 0  | 0  | 4 | 12 | 19 | -7  | 3  |
| 6. Čína           | 5 | 0 | 0  | 0  | 5 | 9  | 40 | -31 | 0  |

 Chorvatsko postoupilo do 1. divize, zatímco  Čína sestoupila do 3. divize na Mistrovství světa juniorů v ledním hokeji 2010

## 3. divize
Turnaj třetí divize se v roce 2009 z důvodu nenalezení vhodného pořadatele neuskutečnil. Ze druhé divize tak nakonec nikdo nesestoupil.